# Campaña árabe de Sapor II
La campaña árabe de Sapor II tuvo lugar en 325, contra numerosas tribus árabes, debido a las incursiones árabes en el Imperio Sasánida. Sapor II derrotó decisivamente a todas las tribus árabes durante su campaña, y los árabes lo conocieron como Dhū al-Aktāf, que significa "el que traspasa los hombros".

## Incursiones árabes
Durante la infancia de Sapor II, los nómadas árabes hicieron varias incursiones en la tierra natal de Pars, Sasán, donde atacaron Gor y sus alrededores. Además, también hicieron incursiones en Meshan y Mazun.

## Campaña de Sapor II
A la edad de 16 años, Sapor II dirigió una expedición contra los árabes. Según al-Tabari, seleccionó a mil jinetes para la campaña, una posible referencia a la unidad pushtigban. Principalmente hizo campaña contra la tribu Iyad en Asoristán y luego cruzó el Golfo Pérsico, llegando a al-Khatt, una región entre la actual Baréin y Catar. Luego atacó a los Banu Tamim en las montañas Al Hajar. Según los informes, Sapor II mató a un gran número de la población árabe y destruyó sus suministros de agua tapando sus pozos con arena.
Después de haber lidiado con los árabes del este de Arabia, continuó su expedición hacia el oeste de Arabia y el desierto de Siria, donde atacó varias ciudades; incluso llegó hasta Medina. Debido a su forma cruel de tratar con los árabes, ellos lo llamaban Dhū al-aktāf (en árabe: ذو الأكتاف , "el que traspasa los hombros").
No solo Sapor II pacificó a los árabes del Golfo Pérsico, sino que también empujó a muchas tribus árabes más hacia la península arábiga. Además, también deportó por la fuerza a algunas tribus árabes; el Taghliba Bahrein y al-Khatt; los Banu Abdul Qays y Banu Tamim a Hajar; los Banu Bakr a Kirman y los Banu Hanzalah a un lugar cerca de Hormizd-Ardashir.
La escritura zoroástrica Bundahishn también menciona la campaña árabe de Sapor II, donde dice lo siguiente: "Durante el gobierno de Sapor (II), el hijo de Ormuz, vinieron los árabes; se llevaron a Khorig Rūdbār; durante muchos años con desprecio (...) se apresuró hasta que Sapor llegó a gobernar; destruyó a los árabes y tomó la tierra y destruyó a muchos gobernantes árabes y sacó muchos hombros".
Las colonias de oficiales y soldados persas se establecieron en nuevas guarniciones a lo largo de las costas árabes del Golfo Pérsico, especialmente en la costa estratégica de Omán en la región de Al Batinah, incluida la punta de la península de Musandam, Sohar y Rustaq.
Con el fin de evitar las incursiones de los árabes en su país, Sapor II ordenó la construcción de una línea defensiva cerca de al-Hira, conocida como Muro de los árabes (en persa medio: la Primera Guerra tāzīgān, en árabe: خندق سابور khandaq Sābūr, "Zanja de Shapur").